# Erzbistum Ottawa-Cornwall
Das Erzbistum Ottawa-Cornwall (lateinisch Archidioecesis Ottaviensis-Cornubiensis, englisch Archdiocese of Ottawa-Cornwall, französisch Archidiocèse d’Ottawa-Cornwall) ist eine in Kanada gelegene römisch-katholische Erzdiözese mit Sitz in Ottawa.

## Geschichte
Das Erzbistum Ottawa wurde am 25. Juni 1847 durch Papst Pius IX. aus Gebietsabtretungen der Bistümer Kingston und Montréal als Bistum Bytown errichtet. Das Bistum Bytown wurde am 14. Juni 1860 in Bistum Ottawa umbenannt. Am 11. Juli 1882 gab das Bistum Ottawa Teile seines Territoriums zur Gründung des Apostolischen Vikariates Pontiac ab.
Das Bistum Ottawa wurde am 8. Juni 1886 durch Papst Leo XIII. zum Erzbistum erhoben. Das Erzbistum Ottawa gab am 21. April 1913 Teile seines Territoriums zur Gründung des Bistums Mont-Laurier ab. Weitere Gebietsabtretungen erfolgten am 23. Juni 1951 zur Gründung des Bistums Saint-Jérôme und am 27. April 1963 zur Gründung des Bistums Hull.
Am 6. Mai 2020 verfügte Papst Franziskus die Vereinigung des Erzbistums mit dem Bistum Alexandria-Cornwall und die Umbenennung in Erzbistum Ottawa-Cornwall. Der bisherige Erzbischof von Ottawa, Terrence Thomas Prendergast SJ, wurde zum Erzbischof der vereinigten Erzdiözese ernannt.

## Ordinarien

### Bischöfe von Bytown
- 1847–1860 Joseph-Bruno Guigues OMI

### Bischöfe von Ottawa
- 1860–1874 Joseph-Eugène-Bruno Guigues OMI
- 1874–1886 Joseph-Thomas Duhamel

### Erzbischöfe von Ottawa
- 1886–1909 Joseph-Thomas Duhamel
- 1910–1922 Charles Hugh Gauthier
- 1922–1927 Joseph-Médard Émard
- 1928–1940 Joseph-Guillaume-Laurent Forbes
- 1940–1953 Alexandre Vachon
- 1953–1966 Marie-Joseph Lemieux OP, dann Titularerzbischof von Saldae
- 1967–1989 Joseph-Aurèle Plourde
- 1989–2007 Marcel André Gervais
- 2007–2020 Terrence Thomas Prendergast SJ

### Erzbischöfe von Ottawa-Cornwall
- 2020 Terrence Thomas Prendergast SJ
- seit 2020 Marcel Damphousse